# Вітьба
Ві́тьба (біл. Віцьба) — річка у Вітебському районі Білорусі, ліва притока річки Західна Двіна. На річці, при її впадінні в Західну Двіну, знаходиться місто Вітебськ, назва якого походить від назви річки.

## Загальні відомості
Річка бере початок за 3 км на південний схід від села Поддуб′є в межах Вітебської височини. У нижній течії впродовж 5 км тече в межах Вітебська, де і впадає в Західну Двіну; в місці злиття, згідно Вітебського літопису, в 974 році було засновано місто. 
Русло звивисте. У межах Вітебська рукави річки утворюють три острови. У місті на берегах і островах річки створена зона відпочинку, в яку входить парк імені Фрунзе та парк імені 40-річчя ВЛКСМ. На правому березі розташований Ботанічний сад. Береги річки з'єднані автомобільними та пішохідними мостами.
Водозбір на північно-західних схилах Вітебської височини. Площа водозбору - 275 км². Основні притоки - Горновка і Сільниця. У заплаві річки є водосховище Тулава.
Щоб поповнити Вітьбу чистою водою, створюється (1991) водна система для перекидання води з кар'єрів виробничого об'єднання  «Даляміт».

## Світлини

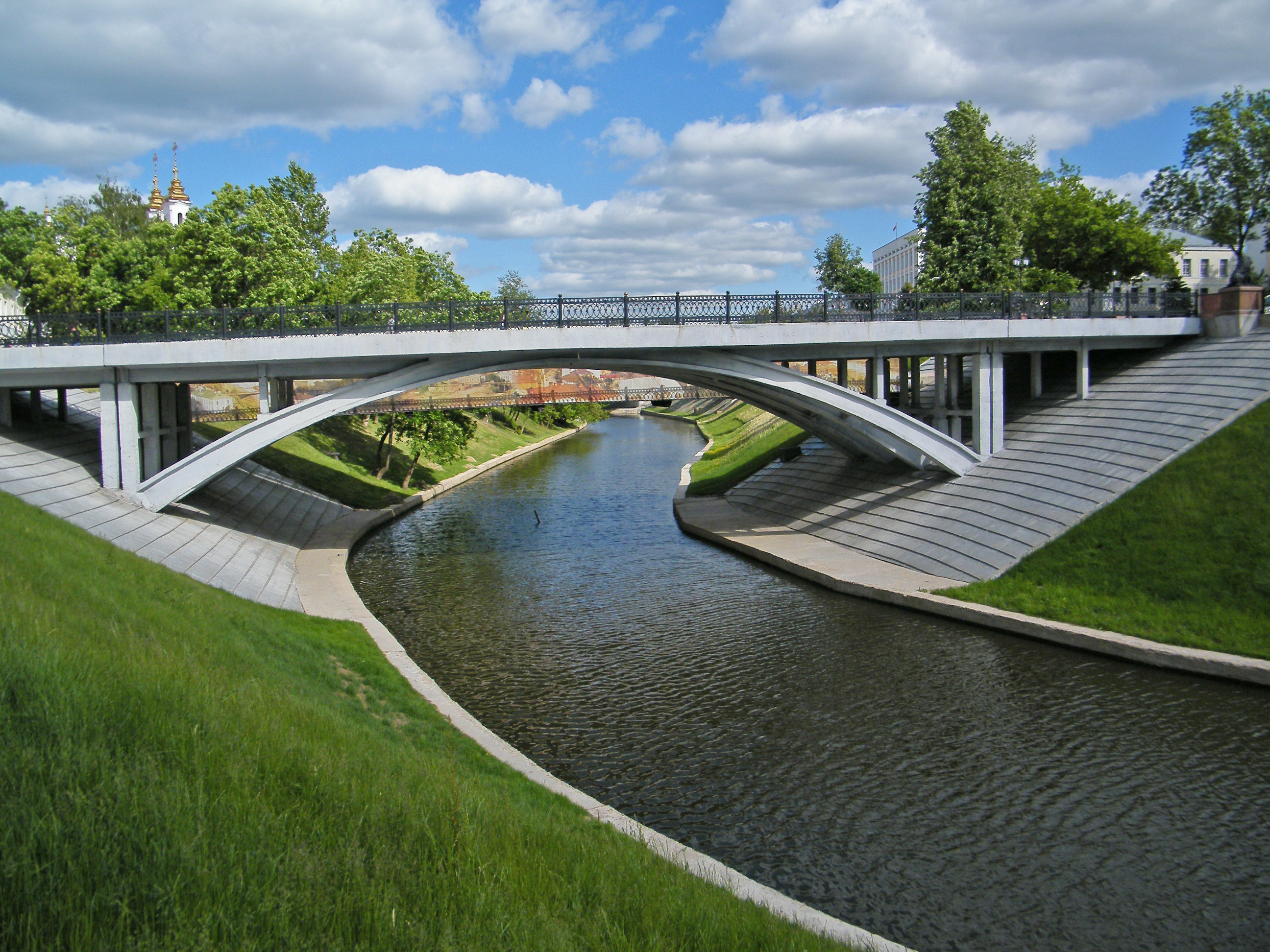
Пушкінський міст у Вітебську
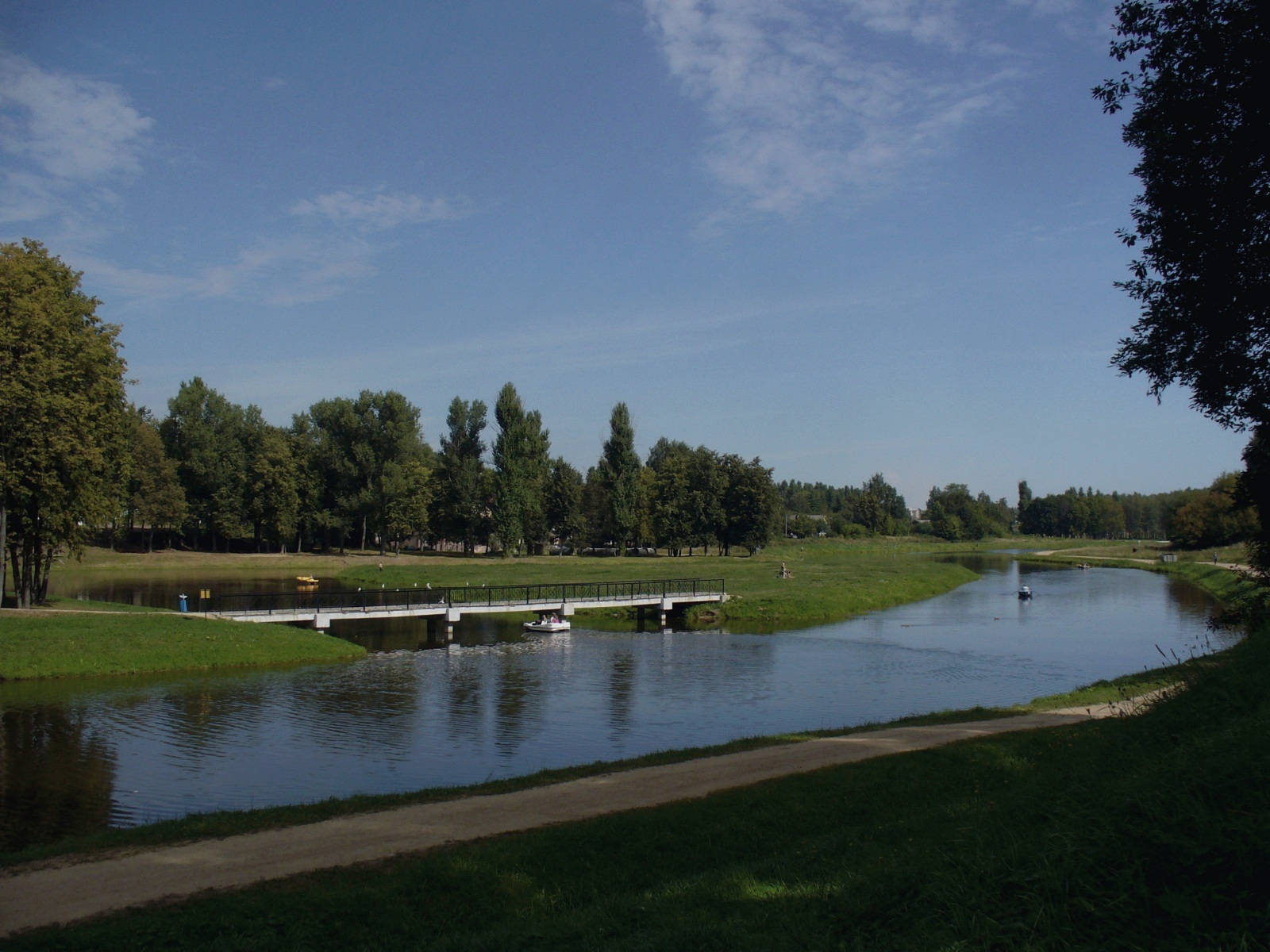
Зона відпочинку у межах Вітебська
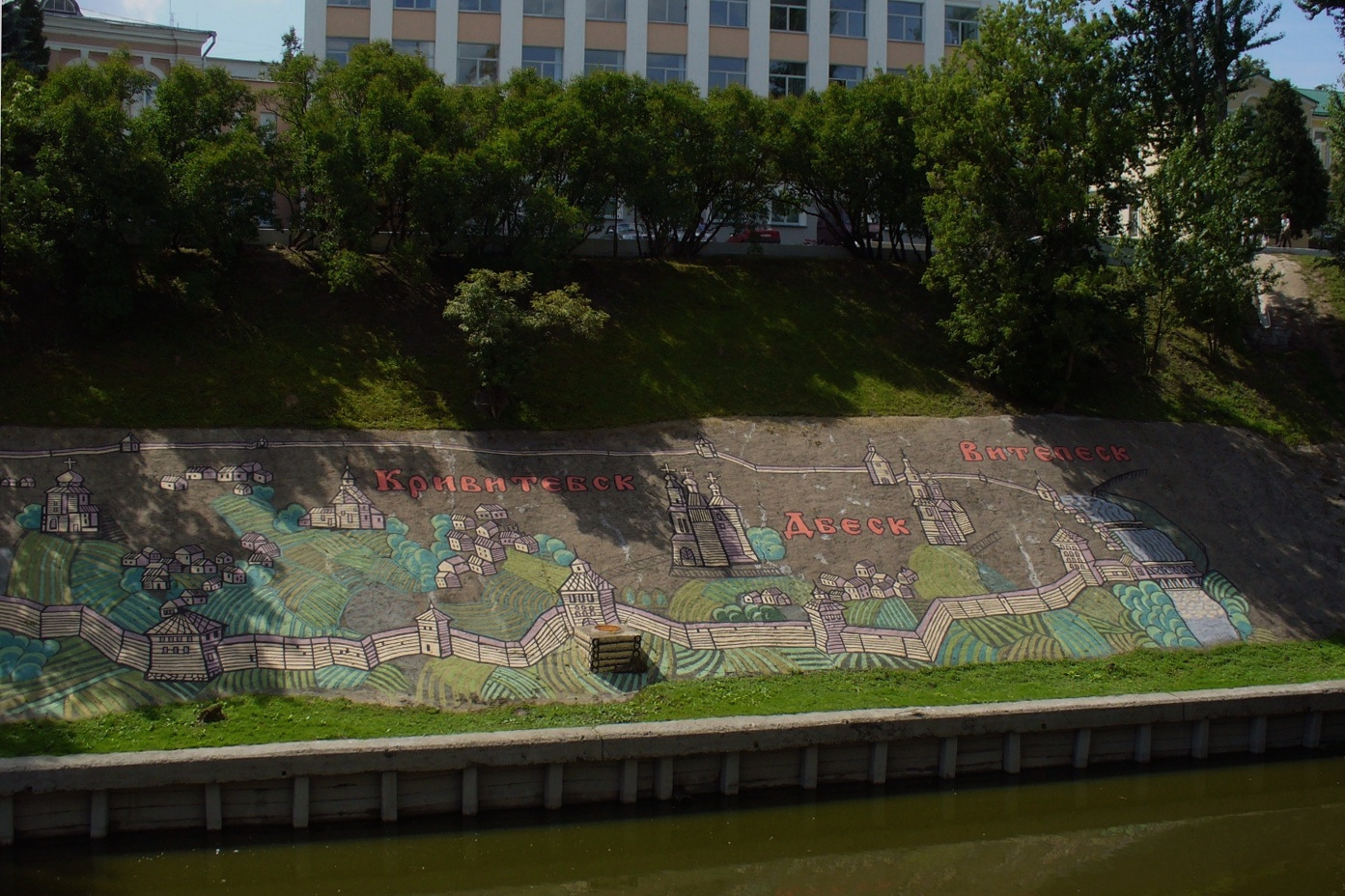
Набережна